# Asphodelus cerasiferus

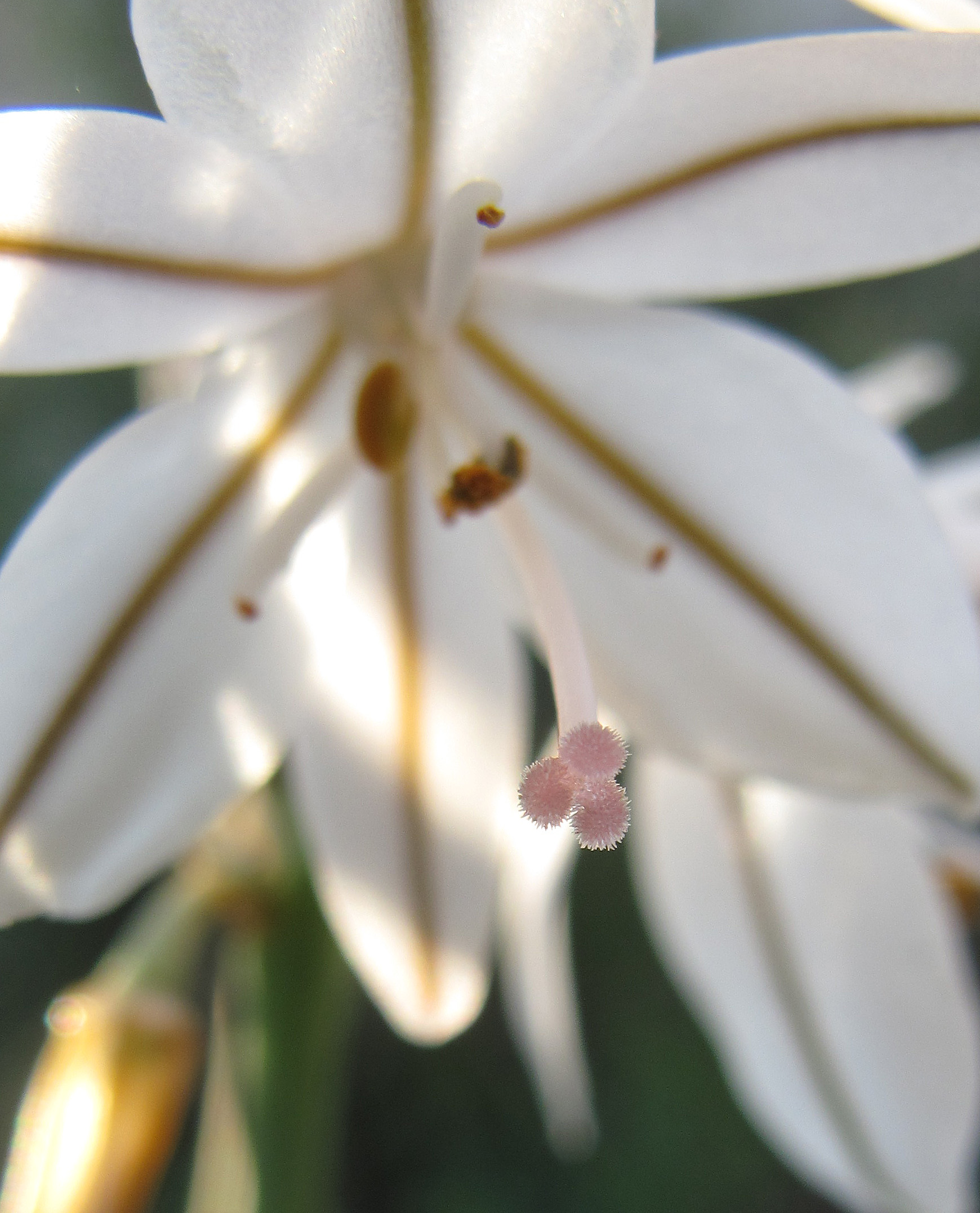
Detall de la flor

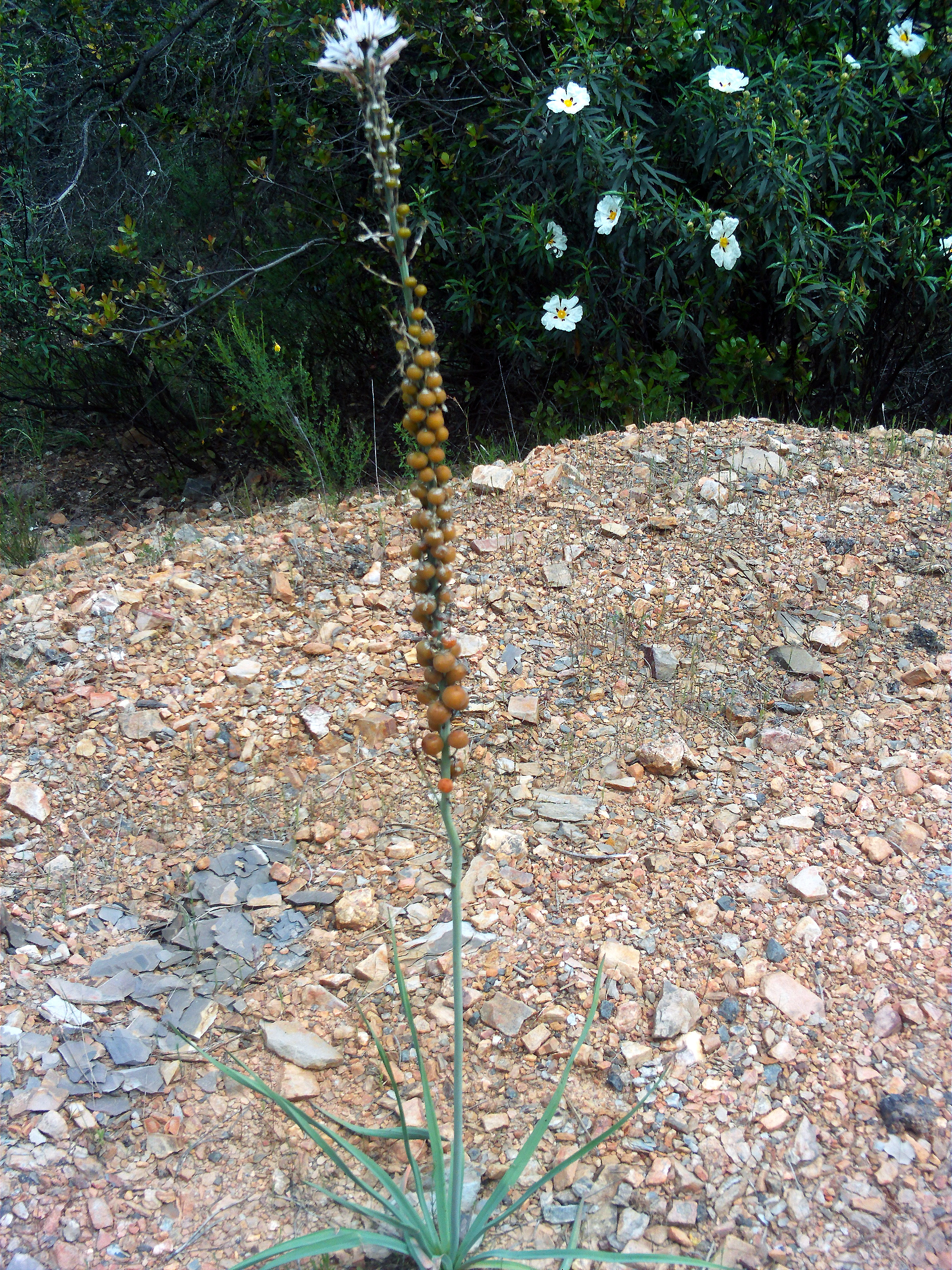
Fruits

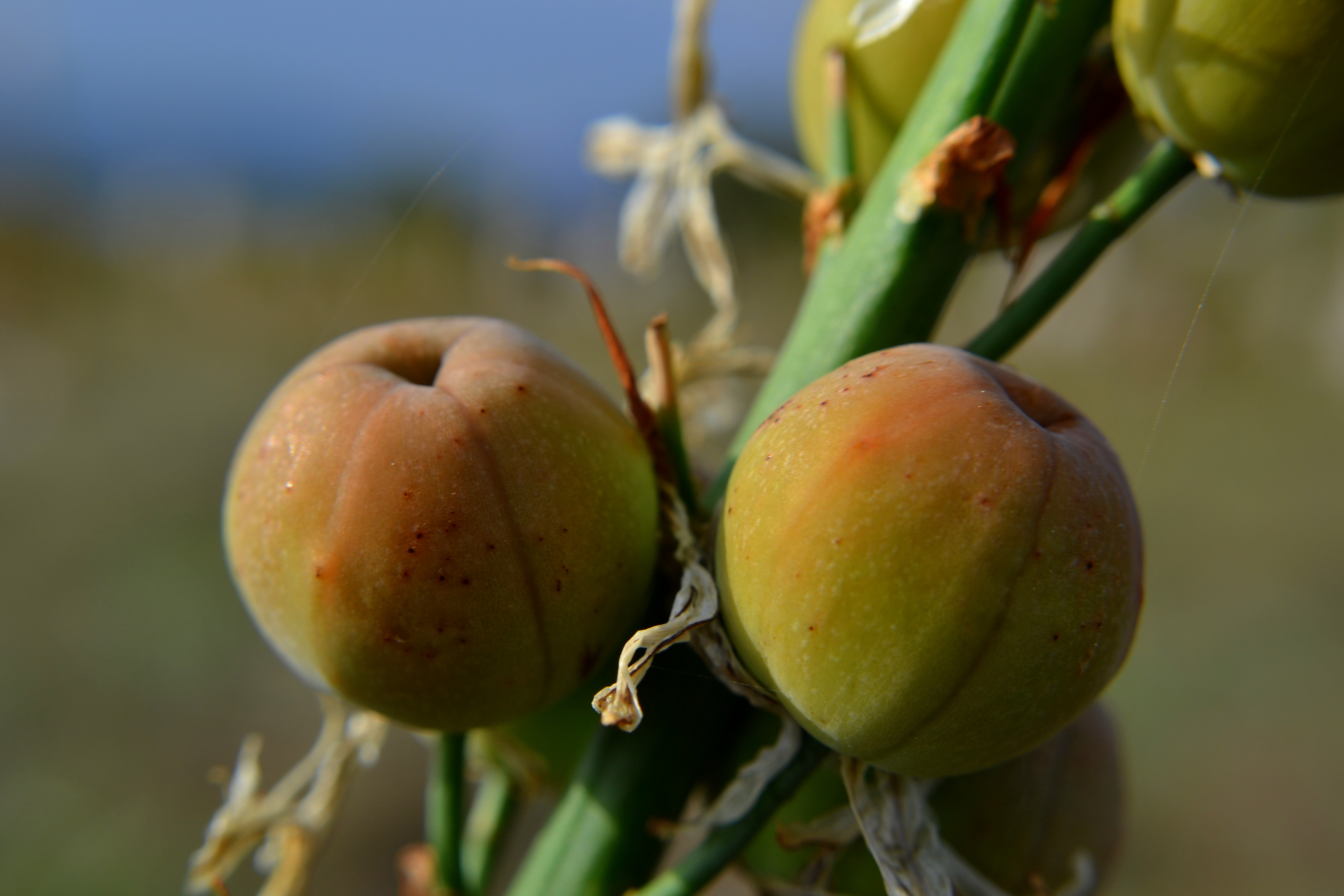
Detall dels fruits

Asphodelus cerasiferus —anomenada en català porrassa, allassa, vara de sant Josep, albó, albons, asfòdel, baleta, caramuixa, ceba borda, cebollí, esclareu, gal·la, gamó, gamonera, gamonet, gamons, lliri de gesses, lliri fals, macaruller, macarullera, palla gamó, vareta de la Mare de Déu, porrasses, porrines o quiricau— és una espècie de planta del gènere Asphodelus pertanyent a la subfamília Asphodeloideae, dins de la família de les asfodelàcies.
Se l'ha diferenciat de l'espècie Asphodelus villarsii mitjançant caràcters morfològics i la seva distribució, que Valdés i Díaz situaren als vessants mediterranis de la península Ibèrica, sud de França, nord d'Algèria, nord-est del Marroc, Còrsega i nord de Sardenya, amb franges de solapament on hi ha indicis d'una possible hibridació.
Quan no és diferenciat d'A. villardii se'n fixa la distribució per la regió de la Mediterrània occidental (sud de França, centre i est de la península Ibèrica, península Itàlica, Sardenya, Còrsega i Àfrica del Nord).
Asphodelus cerasiferus és una espècie molt rara a les Illes Balears: només s'ha trobat al nord de l'illa d'Eivissa, mentre que a la costa peninsular és una espècie relativament freqüent. Tot al contrari del que passa amb Asphodelus aestivus. Es diferencia d'aquesta pels seus fruits, una càpsula globosa, i flors que són més grans que en aquesta segona espècie, arriba a una mida de prop de 25 mm de llarg, i pels hàbitats que ocupen: a Eivissa A. fistulosus es restringeix als penyals marítims. Floreix al principi de la primavera.